# Polarsun MPV-C
La Polarsun MPV-C est une berline compacte chinoise.